# Philautus longicrus
Philautus longicrus es una especie de ranas que habita en Indonesia, Malasia y las islas Filipinas.
Esta especie se encuentra amenazada de extinción debido a la destrucción de su hábitat natural.